# Robert Tarr
Pour les articles homonymes, voir Tarr (homonymie).
Robert Tarr est un ancien joueur américain de volley-ball né le 8 janvier 1984 à Cap Canaveral. Il mesure 1,97 m et joue réceptionneur-attaquant. Il était international américain.

## Clubs
| Club                      | De             | À             |
| ------------------------- | -------------- | ------------- |
| 49ers de Long Beach State | 2003-2004      | 2005-2006     |
| Changos de Naranjito      | 2006-2007      | 2006-2007     |
| Vaqueros de Bayamón       | 2007-2008      | 2007-2008     |
| Al-Shabab Riyad           | 2008-2009      | 2008-2009     |
| Benfica Lisbonne          | 2009-2010      | 2009-2010     |
| IVN Londrina              | 2010-2010      | 2010-2010     |
| Al-Alhi Doha              | 2010-2011      | 2010-2011     |
| AS Cannes                 | 2011-2012      | 2012-2013     |
| Kazma Club                | septembre 2013 | décembre 2013 |
| Rennes Volley 35          | février 2014   | mai 2014      |

## Palmarès
- Coupe panaméricaine (3)
  - Vainqueur : 2008, 2009, 2010
- Championnat de Porto Rico de volley-ball  (1)
  - Vainqueur : 2007